# Marquesado de Albaserrada
El marquesado de Albaserrada es un título nobiliario español concedido por el rey Carlos II el 31 de mayo de 1693 a Diego Dávila Toledo y Guzmán, caballero de la Orden de Calatrava.
El escudo de armas de este título es como sigue: En campo de azur, seis bezantes de oro.

## Marqueses de Albaserrada
|                                  | Titular                                               | Periodo                          |
| Creación por Juan II de Castilla | Creación por Juan II de Castilla                      | Creación por Juan II de Castilla |
| -------------------------------- | ----------------------------------------------------- | -------------------------------- |
| I                                | Diego Dávila y Mendoza                                | 1693-1725                        |
| II                               | José Bernardo Dávila Mendoza Medina y Vela del Águila | 1725-1734                        |
| III                              | Teresa Ibáñez Dávila y Mendoza                        | 1734-antes de 1736               |
| IV                               | Martín Manuel González de Castejón y Dávila Mendoza   | antes de 1736-1764               |
| V                                | María del Pilar González de Castejón y Silva          | 1764-1806                        |
| VI                               | Ana María de Castejón y Dávila                        | 1806-¿?                          |
| VII                              | María Bernarda González de Castejón y Villalonga      | ¿?-¿?                            |
| VIII                             | María Luisa de Silva y González Castejón              | ¿?-1825                          |
| IX                               | Juan Bautista de Queralt y Silva                      | 1848-1865                        |
| X                                | Juan Bautista de Queralt y Bucarelli                  | 1865-1873                        |
| XI                               | Hipólito de Queralt y Bernaldo de Quirós              | 1875-1877                        |
| XII                              | Enrique de Queralt y Fernández-Maquieira              | 1878-1890                        |
| XIII                             | Hipólito de Queralt y Fernández-Maquieira             | 1890-1919                        |
| XIV                              | Hipólito de Queralt y López Niulant                   | 1920-1928                        |
| XV                               | María Isabel de Queralt y López Niulant               | 1928-1980                        |
| XVI                              | Hipólito García de Samaniego y Queralt                | 1981-2003                        |
| XVII                             | Hipólito García de Samaniego y Siljeström             | 2003-actual titular              |

## Historia de los marqueses de Albaserrada
- Diego Dávila Toledo Guzmán (m. 1725) I marqués de Albaserrada,[1][2] XV conde de Coruña,  II conde de la Rivera, XV vizconde de Torija y caballero de la Orden de Calatrava.[2] Era hijo de Alonso Dávila y Guzmán y de Beatriz Carrillo de Toledo.[2]

Casó en 1693, siendo su segundo esposo, con Leonor Vela del Águila Bullón y Maldonado (m. 1708), viuda de Cristóbal de Chaves y Orellana e hija de Francisco Maldonado del Águila y de Antonia Vela Maldonado y Bullón. Sucedió su hijo:
- José Bernardo Dávila Mendoza y Vela del Águila (m. 1734), II marqués de Albaserrada,[1]  XVI conde de Coruña,  III conde de la Rivera y XVI vizconde de Torija.[3]

Sin descendencia, sucedió su hermana.
- Teresa Ignacia Dávila y Mendoza (m. antes de 1736) III marquesa de Albaserrada[3] y IV condesa de la Rivera.

Casó con Martín Nicolás González de Castejón e Ibáñez de Segovia (m. 1752), VI marqués de Gramosa, grande de España, y III marqués de Velamazán. Después de enviudar, Martín Nicolás contrajo un segundo matrimonio, el 16 de julio de 1736, con María Manuela de Villalonga y Velasco, hija de Francisco de Villalonga y Fortuny, I conde de la Cueva. Le sucedió su hijo.
- Martín Manuel González de Castejón y Dávila Mendoza (m. 24 de agosto de 1764) IV marqués de Albaserrada,[1][3] XVII conde de Coruña, XVII vizconde de Torija, VII marqués de Gramosa, grande de España[5] y IV marqués de Velamazán.[3]

Contrajo matrimonio con Bernarda de Silva Rabatta, hija de Fernando de Silva y Pacheco, XIII conde de Cifuentes, grande de España y II marqués de Alconchel y de su segunda esposa, Catalina Luisa de Rabatta. Le sucedió su hija.
- María del Pilar González de Castejón y Silva (m. 18 de septiembre de 1806), V marquesa de Albaserrada,[3][1] VI condesa de la Rivera, VIII marquesa de Gramosa, grande de España[5] y V marquesa de Velamazán.[3]

Casó en primeras nupcias, el 14 de marzo de 1765, con su tío carnal, Martín Pedro González de Castejón y Dávila (m. 1765), XVIII conde de Coruña, XVIII vizconde de Torija, V marqués de Velamazán, gentilhombre de cámara con ejercicio y caballero de la Orden de Carlos III. Contrajo un segundo matrimonio, el 10 de noviembre de 1796, con Pedro de Castejón y Salcedo (m. 1798), II conde de Fuerteventura, IV conde de Villarrea, y caballero de la Orden de Carlos III, viudo de su tía Ana María de Castejón y Dávila que la sucedió. Sin descendencia, sucedió su tía paterna:
- Ana María de Castejón y Dávila (m. antes de 1796), VI marquesa de Albaserrada[3][1] y VII condesa de la Rivera.[3]

Casó con su primo hermano, Pedro de Castejón y Salcedo, II conde de Fuerteventura. Sin descendencia, sucedió:
- María Bernarda González de Castejón y Villalonga  VII marquesa de Albaserrada.[1]

Casó, el 16 de abril de 1763, siendo la segunda esposa, de Juan Pedro de Silva  Pacheco y Rabatta, XIV conde de Cifuentes. Le sucedió su hija.
- María Luisa de Silva y González Castejón (1765-18 de julio de 1825), VIII marquesa de Albaserrada, XV condesa de Cifuentes,[6] IX marquesa de Gramosa[5] y condesa de la Cueva.

Casó, el 2 de octubre de 1784, con Juan Bautista de Queralt Pinós Descatllar y Sureda (m. 7 de octubre de 1803), VII conde de Santa Coloma y III marqués de Besora.  En 2 de julio de 1848, le sucedió su hijo.
- Juan Bautista de Queralt y Silva (Barcelona, 18 de marzo de 1786-Madrid, 13 de marzo de 1865), IX marqués de Albaserrada, VIII conde de Santa Coloma, XVI conde de Cifuentes,[6] conde de la Cueva, IV marqués de Besora, X marqués de Gramosa,[5] y otros títulos además de alférez mayor de Castilla, caballero de la Orden de Carlos III y de la Orden del Toisón de Oro, mayordomo y jefe superior en la corte de la reina Isabel II.[8]

Contrajo matrimonio el 16 de mayo de 1805 con María del Pilar Bucarelli y Silva (Sevilla, 6 de enero de 1789-Barcelona, 11 de julio de 1824), hija de Luis Bucarelli y Bucarelli, conde de Gerena, y de María del Rosario de Silva y Fernández de Miranda, condesa de Fuenclara, grande de España, V marquesa de Vallehermoso. En 24 de noviembre de 1865, sucedió su hijo:
- Juan Bautista de Queralt y Bucarelli (Sevilla, 8 de octubre de 1814-Biarritz, 17 de abril de 1873),[11] X marqués de Albaserrada,[12][1] XVII conde de Tahalú,[13] X conde de Escalante, VII marqués de Valdecarzana,[13] XII conde de Villamor,[13] IX conde de Santa Coloma,[10] VII marqués de Besora, XVII conde de Cifuentes,[10] VII marqués de Alconchel, XI marqués de Gramosa,[5] XV marqués de Lanzarote, IX conde de la Cueva, VII marqués de Albolote, IX conde de la Rivera, VI marqués de Vallehermoso,[14] VIII conde de Gerena, X conde de las Amayuelas,[15] XVII marqués de Cañete,[16] XI marqués de Taracena, I conde de la Real Tenacidad y senador del reino,[13] siete veces grande de España.[11] Era hijo de Juan Bautista de Queralt y Silva, VIII conde de Santa Coloma, y de María del Pilar de Bucarelli y Silva, Bucarelli y Fernández de Miranda, VII condesa de Gerena, V marquesa de Vallehermoso, VIII condesa de Fuenclara, duquesa de Arenberg y dama  de la Orden de las Damas Nobles de la Reina María Luisa.[17]

Casó, en Madrid, el 30 de enero de 1836, con María Dominga Bernaldo de Quirós y Colón de Larreátegui, hija de Antonio María Bernaldo de Quirós y Rodríguez de los Ríos, VI marqués de Monreal, grande de España, marqués de Santiago y marqués de la Cimada, y de Hipólita Colón de Larreátegui y Remírez de Boquedano. En 22 de marzo de 1875, sucedió su hijo:
- Hipólito de Queralt y Bernaldo de Quirós (Sevilla, 22 de enero de 1841-Madrid, 12 de junio de 1877), XI marqués de Albaserrada,[1][19] X conde de Santa Coloma, XI de las Amayuelas, XIX marqués de Cañete, VII de Vallehermoso, XII marqués de Gramosa,[5] cinco veces grande de España, y otros títulos.[20]

Contrajo matrimonio el 12 de octubre de 1866 con Elvira Fernández-Maquieira y Oyanguren. En 1878, sucedió su hijo:
- Enrique de Queralt y Fernández-Maquieira (Madrid, 13 de julio de 1867-13 de enero de 1933),[21] XII marqués de Albaserrada, XII conde de las Amayuelas,[22] XI conde de Santa Coloma, XIII marqués de Gramosa,[5] IX marqués de Alconchel, XVII marqués de Lanzarote, X conde de la Cueva, X conde de la Rivera, IX marqués de Valdecarzana, XIX marqués de Cañete, XVI marqués de Taracena, XIII conde de Escalante, XIX conde de Tahalú, XIV conde de Villamor, VIII marqués de Vallehermoso, XI conde de Gerena, vizconde de Certera y vizconde del Infantado.

Casó en Zarauz, el 4 de noviembre de 1909, con Brígida Gil Delgado y Olazábal, hija de Carlos Gil Delgado y Tacón y de Brígida de Olazábal y González de Castejón, II marquesa de Berna. Le sucedió, en 1890, su hermano a quien cedió el título:
- Hipólito de Queralt y Fernández-Maquieira (Madrid, 1 de agosto de 1868-Madrid, 27 de julio de 1919),  XIII marqués de ALbaserrada,[24] agricultor y ganadero de reses de lidia y maestrante de Sevilla.[25]

Casó, el 14 de octubre de 1892, con María Luisa López Nieulant, dama  noble de la Orden de María Luisa, hija de Federico López y Gaviria, senador del reino, maestrante de Ronda y gentilhombre de cámara del rey, y de María Isabel Nieulant y Villanueva, XII condesa de Atarés y VI marquesa de Perijáa. En 10 de enero de 1920, le sucedió su hijo.
- Hipólito de Queralt y López Niulant (Madrid, 23 de agosto de 1893-ibídem, 21 de marzo de 1928), XIV marqués de Albaserrada[26] y X marqués de Besora

Falleció soltero sin sucesión. En 23 de octubre de 1928, le sucedió su hermana.
- María Isabel de Queralt y López Niulant (Madrid, 20 de abril de 1896-Sevilla, 5 de junio de 1980. XV marquesa de Albaserrada,[26][28] XI de Besora y XIII de Taracena.[29]

Contrajo matrimonio, el 15 de noviembre de 1928, con José García de Samaniego y Colsa, IV marqués de la Granja de Samaniego y maestrante de Sevilla, hijo de José María García de Samaniego y Díaz del Castillo, III marqués de la Granja de Samaniego, y de María Teresa de Colsa y Villapecellín. Le sucedió su hijo.
- Hipólito García de Samaniego  y Queralt (n. Madrid, 17 de agosto de 1929), XVI marqués de Albaserrada[1][30] y V marqués de la Granja de Samaniego.[31]

Casó, en Sevilla, el 10 de mayo de 1958, con Cristina Siljeström y Ribed. En 4 de diciembre de 2003, sucedió su hijo:
- Hipólito García de Samaniego y Siljeström, XVII marqués de Albaserrada,[32] VI marqués de la Granja de Samaniego,[33] XIII marqués de Besora y XV marqués de Taracena.[29]